# Ampelisca hawaiensis
Ampelisca hawaiensis är en kräftdjursart. Ampelisca hawaiensis ingår i släktet Ampelisca och familjen Ampeliscidae. Inga underarter finns listade i Catalogue of Life.